# Rdzeniak

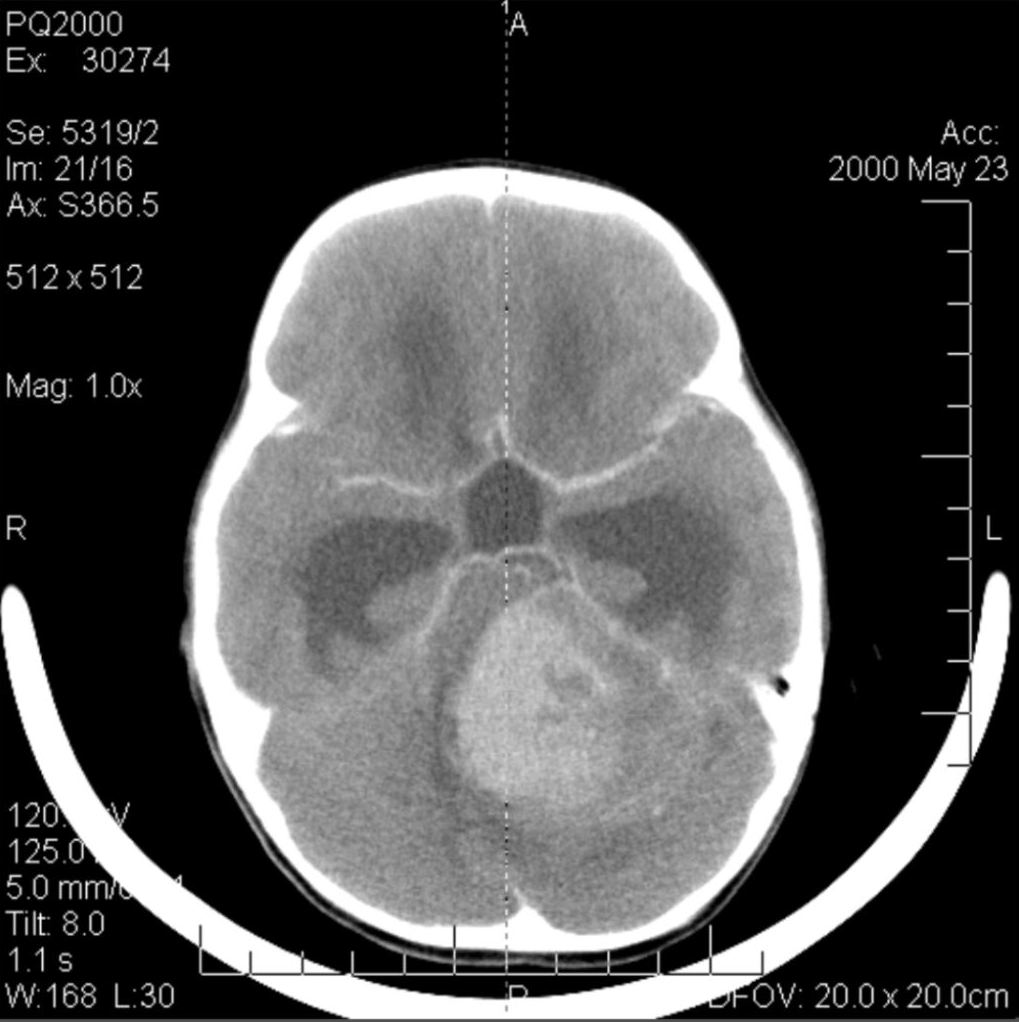
Obraz tomografii komputerowej czaszki 6-letniej dziewczynki z rdzeniakiem móżdżku

Rdzeniak zarodkowy (łac. medulloblastoma, ang. medulloblastoma) – pierwotny nowotwór złośliwy ośrodkowego układu nerwowego, najczęściej rozwijający się w móżdżku. Należy do grupy prymitywnych guzów neuroektodermalnych (PNET). Rdzeniakowi przypisuje się najwyższy, IV° złośliwości histologicznej według WHO.

## Historia
Termin medulloblastoma wprowadzili w 1925 roku amerykańscy pionierzy neurochirurgii, Harvey Cushing i Percival Bailey. 

## Epidemiologia
Rdzeniak jest najczęstszym nowotworem ośrodkowego układu nerwowego u dzieci. Szacuje się, że częstość występowania tego guza wynosi 0,5:100 000 w populacji dzieci do 15. roku życia.

## Objawy i przebieg
W niemal 75% przypadków lokalizuje się w robaku móżdżku. Guz blokując przepływ płynu mózgowo-rdzeniowego daje objawy wzmożonego ciśnienia śródczaszkowego, a zajęcie móżdżku powoduje zaburzenia chodu. Rozprzestrzenia się podpajęczynówkowo, nie tylko w tylnym dole czaszki, ale nad całym mózgiem i rdzeniem kręgowym. Makroskopowo ma postać ciemnoczerwonej, luźnej konsystencji (przypominającej galaretę) masy. U starszych dzieci częstszą lokalizacją są półkule móżdżku.

### Obraz histologiczny

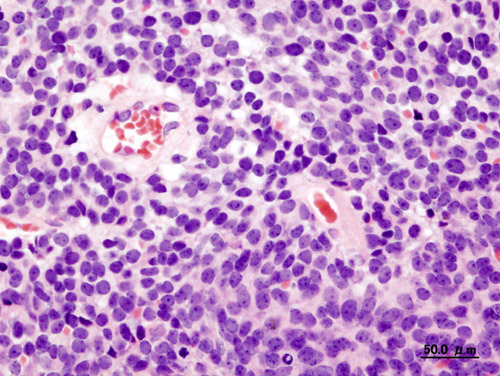
Obraz histologiczny rdzeniaka robaka móżdżku u dorosłego pacjenta.

Rdzeniak należy do nowotworów drobnookrągłoniebieskokomórkowych: komórki guza są drobne, gęsto rozmieszczone (układ przypomina kostkę brukową), mają skąpą cytoplazmę i hiperchromatyczne jądro. Posiadają słabo wykształcone wypustki cytoplazmatyczne. Liczne są figury podziałów mitotycznych. Rzadko tworzą małe rozetki wokół włókienkowatego rdzenia (rozetki Homera Wrighta), tak jak komórki nerwiaka zarodkowego. W różnicujących się neuronalnie guzach stwierdza się histochemicznie lub w mikroskopii elektronowej charakterystyczne cechy komórek, a czasem obecność komórek zwojowych. Wyróżnia się kilka typów histologicznych rdzeniaka: postać desmoplastyczna (medulloblastoma desmoplasticum) tworzy pasma tkankowe o zróżnicowaniu mezodermalnym bogate we włókna retikulinowe; rdzeniakomięśniak (medullomyoblastoma) zawiera w utkaniu miocyty, najczęściej poprzecznie prążkowane; rdzeniak barwnikowy (medulloblastoma melanoticum) natomiast zawiera komórki zawierające melaninę.

## Leczenie
W leczeniu rdzeniaka stosuje się połączenie resekcji guza z następową radioterapią i chemioterapią. 